# 粟酒裂殖酵母
粟酒裂殖酵母（學名：Schizosaccharomyces pombe）簡稱裂殖酵母（fission yeast），為用於釀酒的一種酵母菌，也是分子生物學研究中一種重要的模式生物。本種酵母菌呈桿狀，基因組大小約為14Mb，估計有約5000個編碼蛋白質的基因與至少450個非編碼RNA。
粟酒裂殖酵母最早於1893年由德國微生物學家保羅·林德納自東非的小米啤酒中分離，種小名pombe源於斯瓦希里語的「啤酒」。1950年代瑞士遺傳學家乌尔斯·里奥波特使用本種為遺傳學研究的模式生物，後來英國生物學家默多克·密契森使用本種為模式生物研究細胞週期，保羅·納斯成功將兩者結合，使用本種研究細胞週期而獲頒2001年的諾貝爾生理學或醫學獎。粟酒裂殖酵母的基因組於2002年由桑格研究所領導的團隊定序完成，為第6種被完整定序的真核生物（前五種依序為釀酒酵母、秀麗隱桿線蟲、黑腹果蠅、阿拉伯芥與人類）。以本種為模式生物的研究人員已建立名為PomBase的模式生物資料庫，紀錄其基因組序列、各基因名稱與位置、與人類基因的同源性等。2006年有研究發表本種所有蛋白在細胞中分布的位置。
目前已知的粟酒裂殖酵母株系超過160種，見於多種酒精飲料中，康普茶中也有發現粟酒裂殖酵母。

## 與釀酒酵母比較
分子種系發生學研究顯示在子囊菌門的演化樹中，粟酒裂殖酵母所在的演化支位於較基部的位置，釀酒酵母則位於較深處，與後者相比，粟酒裂殖酵母和兩者的共祖較相似，釀酒酵母則累積了較多的演化變異，例如釀酒酵母已失去了超過300個粟酒裂殖酵母與動物共有的基因，而粟酒裂殖酵母只失去了179個釀酒酵母與動物共有的基因。截至2015年，PomBase紀錄粟酒裂殖酵母編碼蛋白質的基因有5054個（釀酒酵母則有5821個，但此數目受旁系同源物與釀酒酵母在演化上經歷過兩次基因組重複事件的影響）。粟酒裂殖酵母的基因組長約13.8Mb，與釀酒酵母的12.5Mb接近，但前者只有3個染色體（分別長5.7、4.6與3.5Mb），後者則有16個較小的染色體，其中最大者僅長1.5Mb。另外粟酒裂殖酵母染色體的中節和動物的較為相似，許多兩者中節共有的蛋白皆不見於釀酒酵母。

## 生殖
粟酒裂殖酵母一般僅進行無性生殖，但養分缺乏的逆境可促使其交配而進行有性生殖；此外過氧化氫處理（造成氧化壓力以破壞DNA）或以其他方式造成DNA位點突變亦可引發其交配，顯示DNA損傷可能誘發此真菌進行有性生殖以修補DNA。